# زاغ-سنگ‌چشم کاکلی
زاغ-سنگ‌چشم کاکلی (نام علمی: Platylophus galericulatus)، که پیش‌تر به عنوان زاغ کاکلی شناخته می‌شد (با وجود اینکه زاغ واقعی نیست) اکنون به عنوان زاغ-سنگ‌چشم (jayshrike یا shrikejay) شناخته می‌شود. گونه‌ای از پرندگان است که در برونئی، اندونزی، مالزی، میانمار و تایلند یافت می‌شود. این تنها عضو از سردهٔ Platylophus و خانواده Platylophidae است.

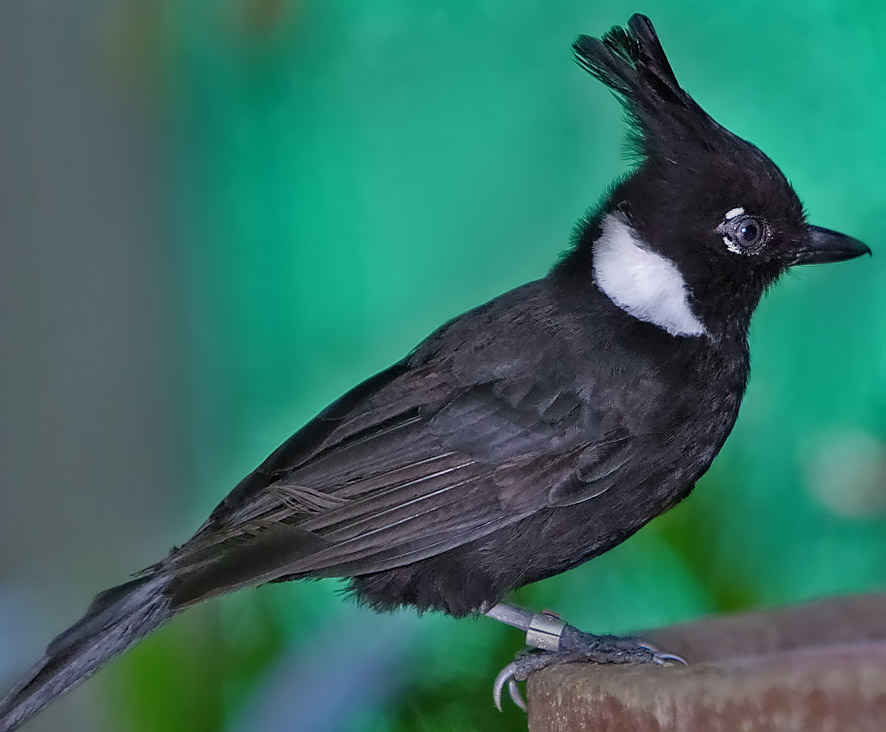
در باغ پرندگان جورونگ، سنگاپور